# Revenge (альбом Kiss)
Revenge (рус. «Месть») —  шестнадцатый студийный альбом американской рок-группы Kiss, выпущенный в 1992 году.

## Об альбоме
Revenge первый альбом Kiss после смерти их ударника Эрика Карра в ноябре 1991 года. Заменивший его Эрик Сингер играл с Lita Ford, Black Sabbath, Badlands, Brian May, Alice Cooper и сольном туре Пола Стэнли 1989 перед вступлением в KISS.
Альбом посвящён Карру, и последняя песня («Carr Jam 1981») была демозаписью, которую он сделал вскоре после присоединения к группе. Одна модификация все же имела место: Брюс Кулик записал гитарное соло вместо Эйса Фрэйли, который был в оригинальной версии. Основной рифф был использован как базовый рифф в песне «Breakout» в 1987 году из альбома Эйса Фрэйли Frehley’s Comet.
Во время тура в поддержку Revenge был записан третий концертный альбом KISS Alive III, состоящий из выступлений в Детройте, Индианаполисе и Кливленде.

## Список композиций
| №                   | Название                                                                    | Автор(ы)                             | Основной вокал      | Длительность |
| ------------------- | --------------------------------------------------------------------------- | ------------------------------------ | ------------------- | ------------ |
| 1.                  | «Unholy» (с англ. — «Нечестивый»)                                           | Джин Симмонс, Винни Винсент          | Симмонс             | 3:40         |
| 2.                  | «Take It Off» (с англ. — «Сними Это»)                                       | Пол Стэнли, Боб Эзрин, Кейн Робертс  | Стэнли              | 4:50         |
| 3.                  | «Tough Love» (с англ. — «Жёсткая Любовь»)                                   | Стэнли, Брюс Кулик, Эзрин            | Стэнли              | 3:44         |
| 4.                  | «Spit» (с англ. — «Плевать»)                                                | Симмонс, Скотт Ван Зен, Стэнли       | Симмонс, Стэнли     | 3:32         |
| 5.                  | «God Gave Rock 'N' Roll to You II» (с англ. — «Бог Дал Тебе Рок-н-Ролл II») | Расс Баллард, Стэнли, Симмонс, Эзрин | Стэнли, Симмонс     | 5:18         |
| 6.                  | «Domino» (с англ. — «Домино»)                                               | Симмонс                              | Симмонс             | 4:01         |
| Общая длительность: | Общая длительность:                                                         | Общая длительность:                  | Общая длительность: | 25:05        |

| №                   | Название                                                                    | Автор(ы)               | Основной вокал      | Длительность |
| ------------------- | --------------------------------------------------------------------------- | ---------------------- | ------------------- | ------------ |
| 7.                  | «Heart of Chrome» (с англ. — «Сердце из Хрома»)                             | Стэнли, Винсент, Эзрин | Стэнли              | 4:02         |
| 8.                  | «Thou Shalt Not» (с англ. — «Ты Не Должен»)                                 | Симмонс, Джесси Деймон | Симмонс             | 3:59         |
| 9.                  | «Every Time I Look at You» (с англ. — «Каждый Раз, Когда Я Смотрю на Тебя») | Стэнли, Эзрин          | Стэнли              | 4:38         |
| 10.                 | «Paralyzed» (с англ. — «Парализованный»)                                    | Симмонс, Эзрин         | Симмонс             | 4:14         |
| 11.                 | «I Just Wanna» (с англ. — «Я Просто Хочу»)                                  | Стэнли, Винсент        | Стэнли              | 4:07         |
| 12.                 | «Carr Jam 1981» (с англ. — «Джем Карра 1981 года»)                          | Эрик Карр              | инструментал        | 2:46         |
| Общая длительность: | Общая длительность:                                                         | Общая длительность:    | Общая длительность: | 23:46        |

## Участники записи

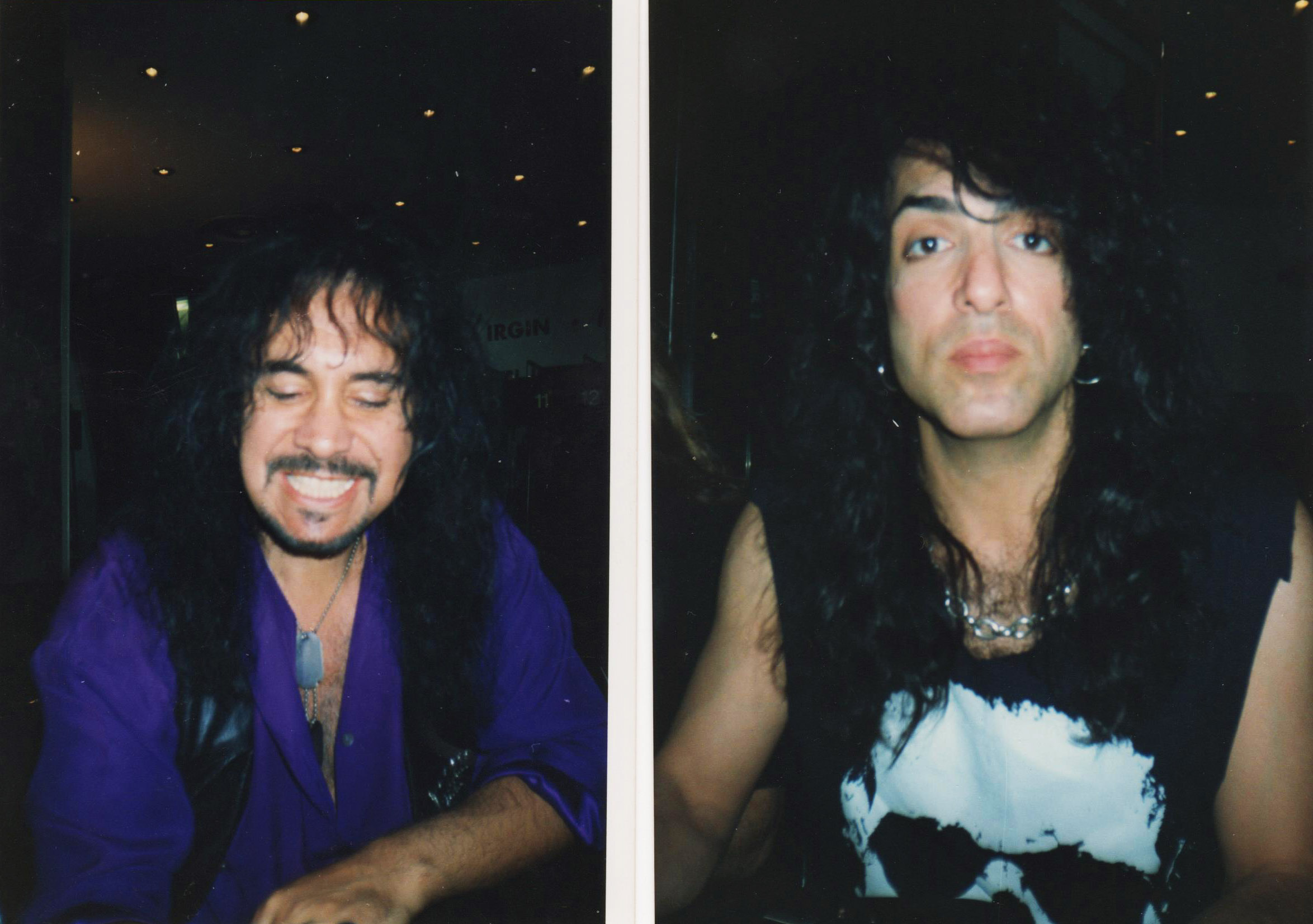
Париж, 31 мая 1992 года

- Пол Стэнли — ритм-гитара, двенадцатиструнная гитара на «Every Time I Look at You», вокал
- Джин Симмонс — бас-гитара, вокал
- Брюс Кулик — соло-гитара, все гитары на треках 1, 3, 4, 6, 8, 10 и 12; бас-гитара на треках 3, 9 и 12,[4] бэк-вокал.
- Эрик Сингер — ударные, бэк-вокал
- Эрик Карр — бэк-вокал в «God Gave Rock 'N' Roll to You II», ударные в «Carr Jam 1981»

### Приглашённые музыканты
- Боб Эзрин - продюсер, клавишные, струнные и духовые аранжировки
- Винни Винсент - гитарное вступление на Unholy
- Дик Вагнер — гитарное соло на «Every Time I Look At You»
- Кэвин Валентайн — ударные на «Take It Off»
- Томми Тайер — акустическая гитара, бэк-вокал
- Джейм Ст. Джеймс - бэк-вокал
- Джесси Дэмоун — бэк-вокал